# Visions
Visions je šesti studijski album finskog power metal sastava Stratovarius. Album je 28. travnja 1997. godine objavila diskografska kuća T&T Records.

## O albumu
Visions je konceptualni album koji govori o Nostradamusu. Album se uspeo na četvrto mjesto na finskoj Top ljestvici albuma te je ostao na njoj 23 tjedna.

## Popis pjesama
Glazba: Timo Tolkki.
| 1.    | »The Kiss of Judas«         | Timo Kotipelto | 5:49  |
| 2.    | »Black Diamond«             | Kotipelto      | 5:39  |
| 3.    | »Forever Free«              | Kotipelto      | 6:00  |
| 4.    | »Before the Winter«         | Tolkki         | 6:07  |
| 5.    | »Legions«                   | Tolkki         | 5:43  |
| 6.    | »The Abyss of Your Eyes«    | Kotipelto      | 5:38  |
| 7.    | »Holy Light« (instrumental) |                | 5:45  |
| 8.    | »Paradise«                  | Tolkki         | 4:27  |
| 9.    | »Coming Home«               | Tolkki         | 5:36  |
| 10.   | »Visions (Southern Cross)«  | Tolkki         | 10:15 |
| 60:59 |                             |                |       |

## Recenzije
Steve Huey, glazbeni kritičar sa stranice AllMusic, dodijelio je albumu četiri od pet zvjezdica te je komentirao: "Na svojem šestom albumu Visions Stratovarius eksperimentira sa zborovima i orkestralnim aranžmanima [...] te je vrlo ambiciozan za neoklasični metal. Iako ima nekoliko vrlo dobrih trenutaka na albumu, previše [glazbenog] materijala tone pod vlastitom težinom, pogotovo desetominutna naslovna pjesma".

## Zasluge
| Stratovarius - Timo Tolkki – gitara, produkcija - Timo Kotipelto – vokali - Jari Kainulainen – bas-gitara - Jens Johansson – klavijature - Jörg Michael – bubnjevi | Ostalo osoblje - Mikko Karmila – miksanje - Andreas Marschall – naslovnica - Dick Lindberg – fotografija - Markus Itkonen – logotip |